# Kunszentmárton
Kunszentmárton – miasto na Węgrzech, w Komitacie Jász-Nagykun-Szolnok, siedziba władz powiatu Kunszentmárton. Przepływa przez nie rzeka Keresz.

## Miasta partnerskie
- Teterow, Niemcy